# グルメシティ北海道
株式会社グルメシティ北海道（グルメシティほっかいどう、本社：北海道函館市）は、かつてダイエーグループのスーパーマーケット「グルメシティ」を北海道で展開していた企業。2009年にダイエーへの店舗譲渡（会社分割）と閉店により店舗の営業を終了、2017年に法人としても消滅した。
旧社名の「北海道スーパーマーケットダイエー」は、かつてダイエーの北海道事業会社として存在した「北海道ダイエー」と社名が似ているが直接関係はない。

## 概要

### ホリタ時代
大正時代に函館で創業した呉服屋が起源。その後、「株式会社堀田洋品店」（後のホリタ）を設立。早くからスーパー事業に参入し、セルフスーパー1号店として五稜郭店を開業させ以降、急速に既存店のスーパー業態転換と平行してチェーン店の出店を進めた。呉服屋出身の為か衣料品には特に力を入れており、店の5割が衣料品で占めていた。
しかし1970年以降、経営不振にあえぐこととなる。更には函館市に当時、東日本では1番の売上げを誇る大手スーパーの西友ストアーが出店を発表、そして長崎屋が出店を模索するなど確実に不利な状況であった。この為、ホリタ側は当時、西日本で1番の売上げを誇る大手スーパーのダイエーに支援を求め、1976年11月から業務提携を開始、ダイエーはホリタを系列企業とした。

### 北海道のダイエーグループの企業統合、ダイエー本社への営業統合
1990年3月1日に、同じくダイエーと提携下にあり、同市で百貨店などを展開する棒二森屋（後の中合）系列の「株式会社ボーニストア」と対等合併し「函館ダイエー」に社名変更。存続会社をホリタ側とした。
1993年10月に社名を「北海道スーパーマーケットダイエー株式会社」に名称変更。同年11月1日には札幌・胆振・日高など道央圏を中心にスーパーを展開していた「西村株式会社」（後述）・道東で営業していた「株式会社丸大ダイエー」の営業権を取得し道内地場スーパーマーケットで5番目に大きい勢力となる。この当時は店舗ブランドは『ダイエー』を用いていた。
2006年3月1日、ダイエーグループの食品スーパーの店舗ブランドを『グルメシティ』に統一するのを機に、社名を「株式会社グルメシティ北海道」に変更した。
ダイエーグループの経営再建過程において、2009年9月1日付で会社分割を実施し、「グルメシティ北海道」は株式会社ダイエーに吸収される形となり、グルメシティ北海道が運営していた店舗はグルメシティ伊達店を除きダイエー本社の直営となった。伊達店は同年9月30日で営業を終了した。

### ダイエー本社への営業統合後の動向
当社の店舗を承継したダイエーも、2015年9月1日にて北海道地区から撤退し、イオングループ他社へ営業を譲渡することになった。この譲渡された店舗のうち7店舗がかつてグルメシティ北海道が営業していたもので、1店舗がイオン北海道に継承されて店舗名を「イオン」に変更、6店舗がマックスバリュ北海道に継承されて店舗名を「マックスバリュ」に変更した。
グルメシティ北海道としての店舗営業終了後も同社の法人格そのものは存続されたが、2016年までに企業名を「株式会社ジーシー興産」と改称したのち、2017年10月27日に清算が結了、2017年10月30日をもって法人格が消滅した。なお法人消滅直前の時点では本社は兵庫県神戸市中央区港島中町4丁目1番1（ダイエーの本店所在地と同じ）に置かれていた。

## 沿革
- 1926年（大正15年） - 呉服屋が創業。
- 1953年（昭和28年）9月11日 - 「株式会社 堀田洋品店」設立。
- 1955年（昭和30年） - 札幌支店を開設。
- 1957年（昭和32年） - 商号を「ホリタストア」に名称変更。
- 1959年（昭和34年） - 札幌支店を閉鎖。五稜郭店をセルフサービスのスーパーとして開業。
- 1960年（昭和35年） - 大門店（後のVAN大門店）を開業。
- 1964年（昭和39年） - 配送センターを開設。
- 1967年（昭和42年） - 売店（五稜郭病院にサテライト形式）と湯の川店を開業。社名を「株式会社ホリタ」に変更。
- 1970年（昭和45年） - 五稜郭店・VAN大門店を閉店、堀川店を他会社に譲渡。五稜郭店についてはハイショップホリタとなる。
- 1975年（昭和50年） - 柏木プラザ店を開業。
- 1976年（昭和51年）
  - 11月13日 - 大手スーパーのダイエーが同社の株式を10%を取得。
  - 11月未明 - ダイエーとの業務提携を開始[4]。
- 1981年（昭和56年）10月 - 湯の川店を改装し、ショッパーズプラザ湯川店としてリニューアルオープン。
- 1986年（昭和61年）12月 - グリーンプラザ伊達店を開業。
- 1990年（平成2年）3月1日 - 「株式会社ボーニストアー」（棒二森屋系列）と合併。社名を「函館ダイエー株式会社」に名称変更[5]。店舗名を「ダイエー」とする。
- 1993年（平成5年）
  - 10月15日 - 社名を「北海道スーパーマーケットダイエー株式会社」に名称変更。道央にも店舗を所有することになった関係で本社を函館市から札幌市厚別区に移転[6]。
  - 11月1日 - 「西村株式会社」の運営する店舗の営業権を譲受[7][8]。
- 2006年（平成18年）3月1日 - ダイエー系食品スーパーが店舗名を「グルメシティ」に統一するのを機に、社名を「株式会社グルメシティ北海道」に名称変更。
- 2009年（平成21年）
  - 9月1日 - 会社分割を実施。ダイエーに分割吸収され10店舗がダイエー直営[9]となった。
  - 9月30日 - グルメシティ伊達店が閉店[10]。すべての店舗営業終了。
- 2015年（平成27年） - 2016年（平成28年）
  - この間に（イオンの第91期会計期に）「株式会社ジーシー興産」と改称[1]。
- 2017年（平成29年）
  - 10月27日：当社の清算結了[2]。
  - 10月30日：当社の法人格消滅[3]。

## 西村
西村株式会社（にしむら、本社：札幌市厚別区）はかつてスーパーマーケット事業を展開していた会社。
西村商店を創業しその後、札幌を地盤として胆振地方・日高地方等の道央圏でチェーン展開し、他会社から店舗の経営権を譲受され道央の一大勢力となっていた。
道南だけでなく道央にも進出を模索していた函館ダイエー（買収当時は北海道スーパーマーケットダイエー）により経営権を買収され、1993年11月1日付けで店舗ブランドは『ダイエー』となり『西村』のブランドは消滅し、翌年には会社の清算手続きも完了した。最後まで所有していた店舗は10店舗。

### 沿革（西村）
- 1949年（昭和24年）11月1日 - 西村商店開業。
- 1965年（昭和40年）10月 - 商号を「ショッピングストアにしむら」に名称変更。
- 1971年（昭和46年）9月 - 「株式会社 美東スーパーストア」（本社：札幌市北21条）と合併。
- 1972年（昭和47年）5月 - 社名を「西村株式会社」に名称変更。
- 1980年（昭和55年）1月 - 大手スーパーのダイエーとFC契約を結び同社の系列会社となる。
- 1988年（昭和63年）9月 - 他会社が運営していた北野店の営業権を獲得。
- 1990年（平成2年）3月 - 「ニセコ商事株式会社」が運営していた倶知安・岩内の2店の営業権を獲得し合併。
- 1991年（平成3年）3月 - 「株式会社めいんぼう」が運営する幌内店の営業権を獲得。北野・南大橋・平岸・青葉・南6条の5店を閉鎖。
- 1993年（平成5年）
  - 10月 - 当社の清算手続き開始[11]。
  - 11月1日 - 「北海道スーパーマーケットダイエー株式会社」に所有店舗の経営権を譲渡[7]。
- 1994年（平成6年）2月 - 当社の清算手続き完了。

## 店舗
グルメシティ北海道の会社分割時点まで存在していた店舗は次の通り。グルメシティ伊達店以外はダイエーに継承（直営化）された。なおマックスバリュ北海道への譲渡店舗については、同社が2020年3月1日にイオン北海道に統合されたため、以後はイオン北海道が運営している。
グルメシティ時代に閉店した店舗の詳細は過去に存在した北海道地区・東北地区のダイエーの店舗も参照。
- 函館市
  - グルメシティ湯川店 - 2010年にダイエーに転換しダイエー湯川店、2015年9月にイオン北海道に営業譲渡、イオン湯川店。
  - グルメシティ柏木店 - 2015年9月にマックスバリュ北海道に営業譲渡、マックスバリュ柏木店。2019年6月30日に閉店[12]。
  - グルメシティ富岡店 - 2013年9月30日閉店。
  - グルメシティ深堀店 - 2015年8月に建て替えのため閉店。2015年9月にマックスバリュ北海道に営業譲渡。2019年7月26日にマックスバリュ深堀店として開店。[13]
  - グルメシティ弁天店 - 2015年9月にマックスバリュ北海道に営業譲渡、マックスバリュ弁天店。
  - グルメシティ万代店 - 2015年9月にマックスバリュ北海道に営業譲渡、マックスバリュ万代店。
  - グルメシティ山の手店 - 2012年8月31日閉店。
- 函館市以外
  - グルメシティ岩内店（岩内町） - 2010年12月31日閉店。
  - グルメシティ八雲店（八雲町） - 2015年9月にマックスバリュ北海道に営業譲渡、マックスバリュ八雲店。
  - グルメシティ富川店（日高町） - 2015年9月にマックスバリュ北海道に営業譲渡、マックスバリュ富川店。
  - グルメシティ伊達店（伊達市） - 2009年9月30日閉店。2009年9月1日の会社分割による営業譲渡が行われず、最後まで「グルメシティ北海道」の店舗として営業した。跡地にはラルズが「スーパーアークス伊達店」を2009年11月26日に開店[14][15]。

## 関連会社
- サッポロホリタ → 札幌ホリタ - ホリタが札幌に進出した際の店舗を運営するための子会社。
- ハウジングホリタ - ホリタの不動産の事業を扱っていた。
- ホリタ不動産開発 - ホリタのディベロッパー部門。
- 十字街ホリタ - ホリタ十字街店を運営していた会社。